# Kubas herrlandslag i landhockey
Kubas herrlandslag i landhockey representerar Kuba i landhockey på herrsidan. Laget slutade på femte plats vid 1980 års olympiska turnering.

### Fotnoter
1. ↑  Todor Krastev (21 mars 1980). ”Men Hockey XXII Olympic Games 1980 Moskva (URS) - 20-29.07 Dynamo Stadium - Winner India” (på engelska). Sport Statistics. Arkiverad från originalet den 5 mars 2016. https://web.archive.org/web/20160305195116/http://todor66.com/hockey/field/Olympic/Men_1980.html. Läst 27 juli 2015.